# Zethu Dlomo
Zethu Dlomo-Mphahlele es una actriz sudafricana, conocida por su actuación como de 'Madi' en la serie de televisión estadounidense Black Sails.

## Biografía
Dlomo nació el 31 de marzo de 1989 en Lenasia, provincia de Gauteng, Sudáfrica. En 2010, completo una licenciatura en Arte Dramático de la Universidad de Witwatersrand.

## Carrera profesional
En 2012, protagonizó la serie de ciencia ficción Room 9 transmitida por televisión en SABC 1. También ha participado en proyectos internacionales como la serie de HBO Number One Ladies Detective Agency en 2008 como 'Baone Magasane'. En 2013, realizó un cameo en la película Mary and Martha dirigida por Phillip Noyce.
En 2014, participó en Book Of negroes de Canadian Broadcasting Corporation (CBC) y BET International (BET), como la esclava embarazada 'Sanu'. El mismo año, debutó en la película Fanie Fourie's Lobola como 'Dinky Magubane'. Por su interpretación, ganó un premio SAFTA. Posteriormente, se unió al elenco de la serie de televisión Ayeye como 'Sibongile'. En 2015, fue elegida para el papel de 'Madi' en la tercera temporada de Black Sails de Starz Network. La serie le dio reconocimiento internacional.
Ganó el premio a la 'Mejor actriz revelación Brett Goldin' en los Naledi Theatre Awards 2014-2015 por sus múltiples personajes en la obra teatral Have You Seen Zandile? dirigida por Khutjo Green. En 2017, se unió al elenco de la telenovela Isibaya. Posteriormente, participó en dos obras de teatro: Jero, dirigida por Dominique Gumede, y Play dirigida por Khutjo Green.
En 2017, participó en la película Five Fingers for Marseilles como 'Lerato'. La película se estrenó en el Festival Internacional de Cine de Toronto y en cines estadounidenses en septiembre de 2018. En 2018, protagonizó la película Mandela's Gun dirigida por John Irvin, como Winnie, la esposa de Nelson Mandela. La película se estrenó en Nueva York, Harlem NY. Ese mismo año, se unió al drama nocturno de Mzansi Magic Sunday The Herd como 'Lwandle'.
En el año 2020, trabajó en el cortometraje Hotel on the Koppies escrito y dirigido por Charlie Vundla. Luego se unió a la miniserie de SABC 1 Amazing Grace. Antes de la pandemia de COVID-19, dio vida a 'Lindo Cele' en la serie Erased de Moja Love Channel.

## Filmografía
| Año       | Título                             | Rol                           | Tipo                     | Ref.        |
| --------- | ---------------------------------- | ----------------------------- | ------------------------ | ----------- |
| 2008      | Number One Ladies Detective Agency | Baone Magasane                | Serie de televisión      |             |
| 2012–2013 | Room 9                             | Alice Kunene                  | Serie de televisión      |             |
| 2013      | Mary and Martha                    | Patience                      | Película para televisión | [ 3 ]       |
| 2013      | Fanie Fourie's Lobola              | Dinky Magubane                | Película                 |             |
| 2014      | Leading Lady                       | Fotógrafa                     | Película                 |             |
| 2014      | Ayeye                              | Sibongile                     | Serie de televisión      |             |
| 2015      | The Book of Negroes                | Sanu                          | Miniserie de televisión  |             |
| 2016–2017 | Black Sails                        | Madi                          | Serie de televisión      | [ 4 ]       |
| 2017      | Isibaya                            | Nonhlanzi aka LethuHlatshwayo | Serie de televisión      |             |
| 2017      | Five Fingers for Marseilles        | Lerato                        | Película                 | [ 7 ] [ 6 ] |
| 2018      | Mandela's Gun                      | Winnie Mandela                | Película                 |             |
| 2020      | Hotel on the Koppies               | Winnie Mandela                | Cortometraje             |             |
| 2020      | Amazing Grace                      | Sarah                         | Miniserie de televisión  |             |
| 2020      | Erased                             | Lindo Cele                    | Serie de televisión      |             |

## Vida personal
En septiembre del 2018, se casó con el también actor Lebogang Mphahlele.